# Liste der Auslandsvertretungen Angolas

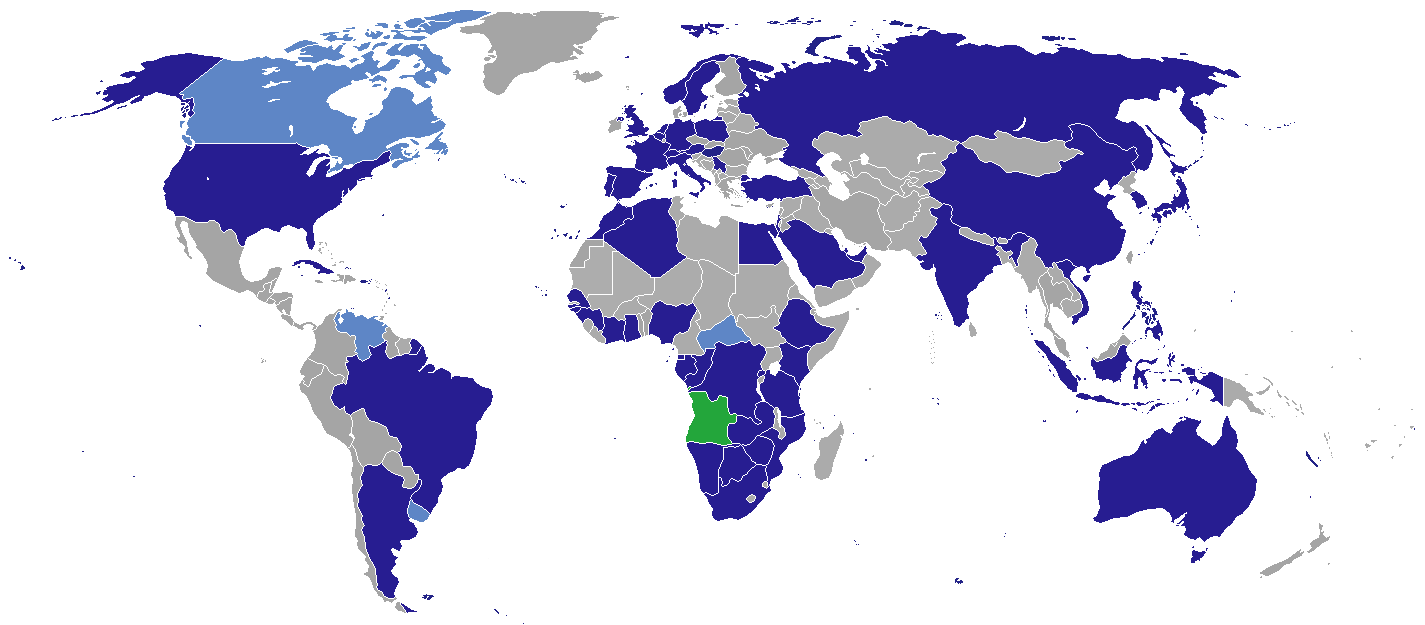
Standorte der diplomatischen Vertretungen Angolas

Dies ist eine Liste der diplomatischen und konsularischen Vertretungen Angolas.

## Diplomatische und konsularische Vertretungen

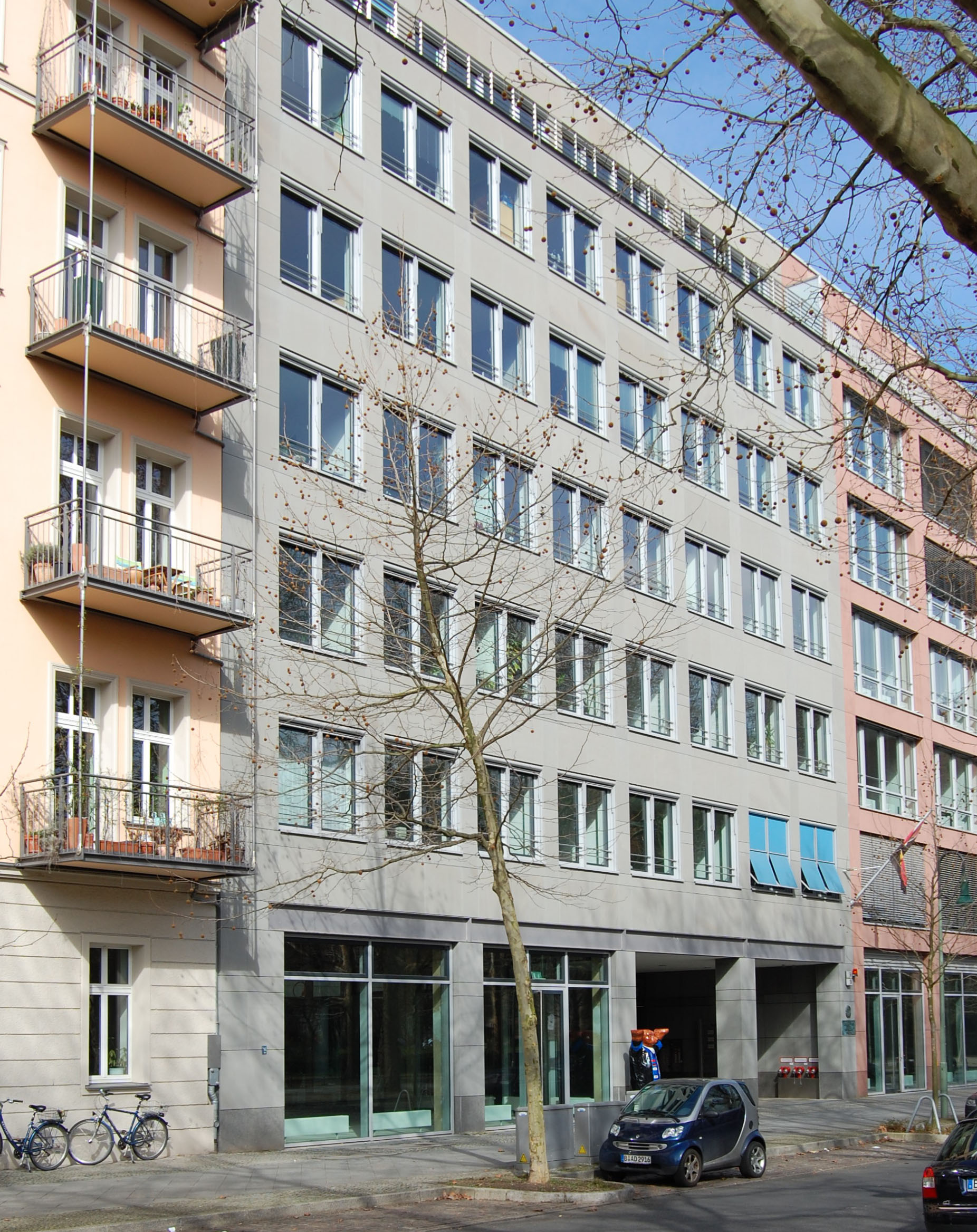
Angolanische Botschaft in Berlin

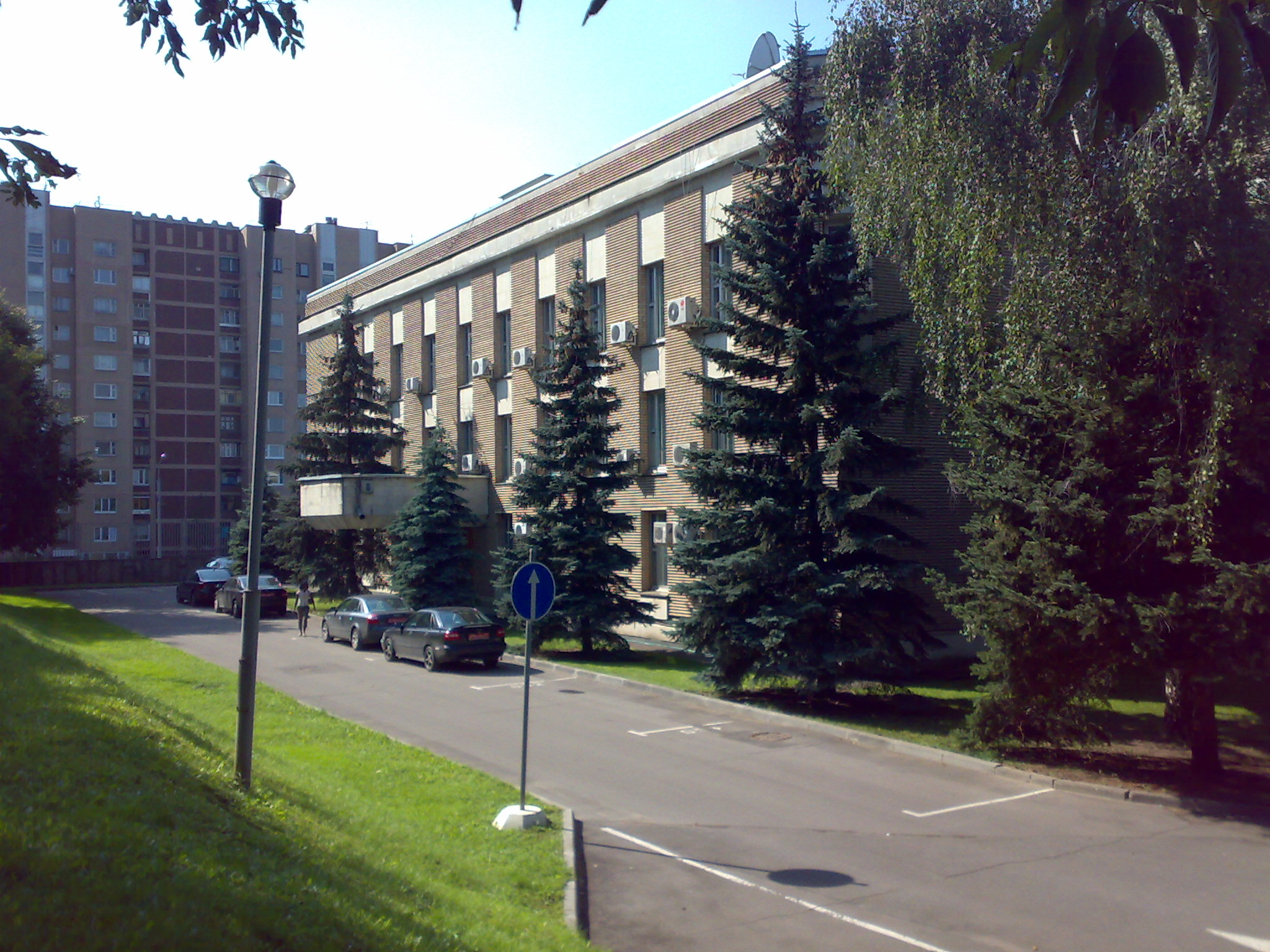
Angolanische Botschaft in Moskau

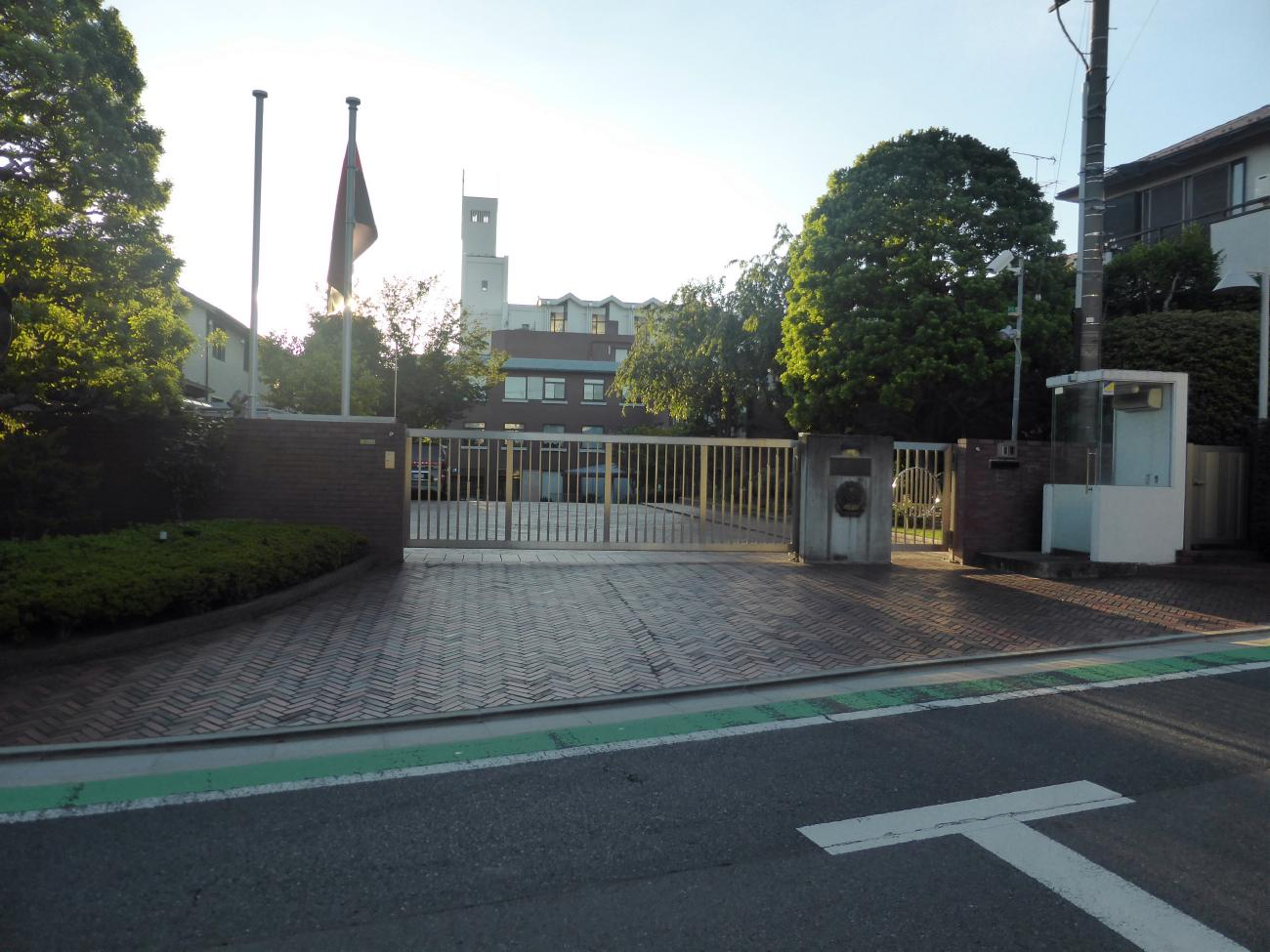
Angolanische Botschaft in Tokio

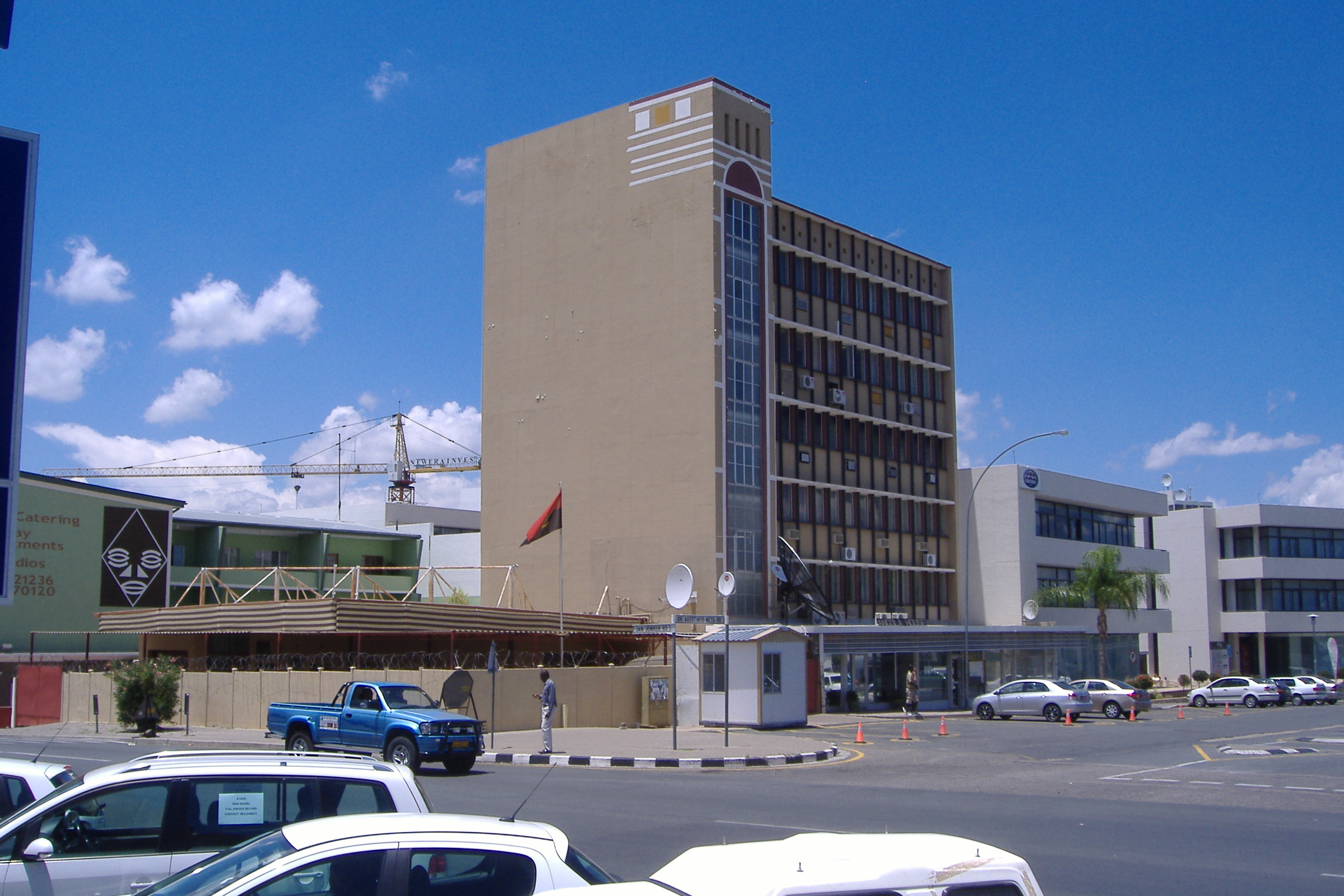
Angolanische Botschaft in Windhoek

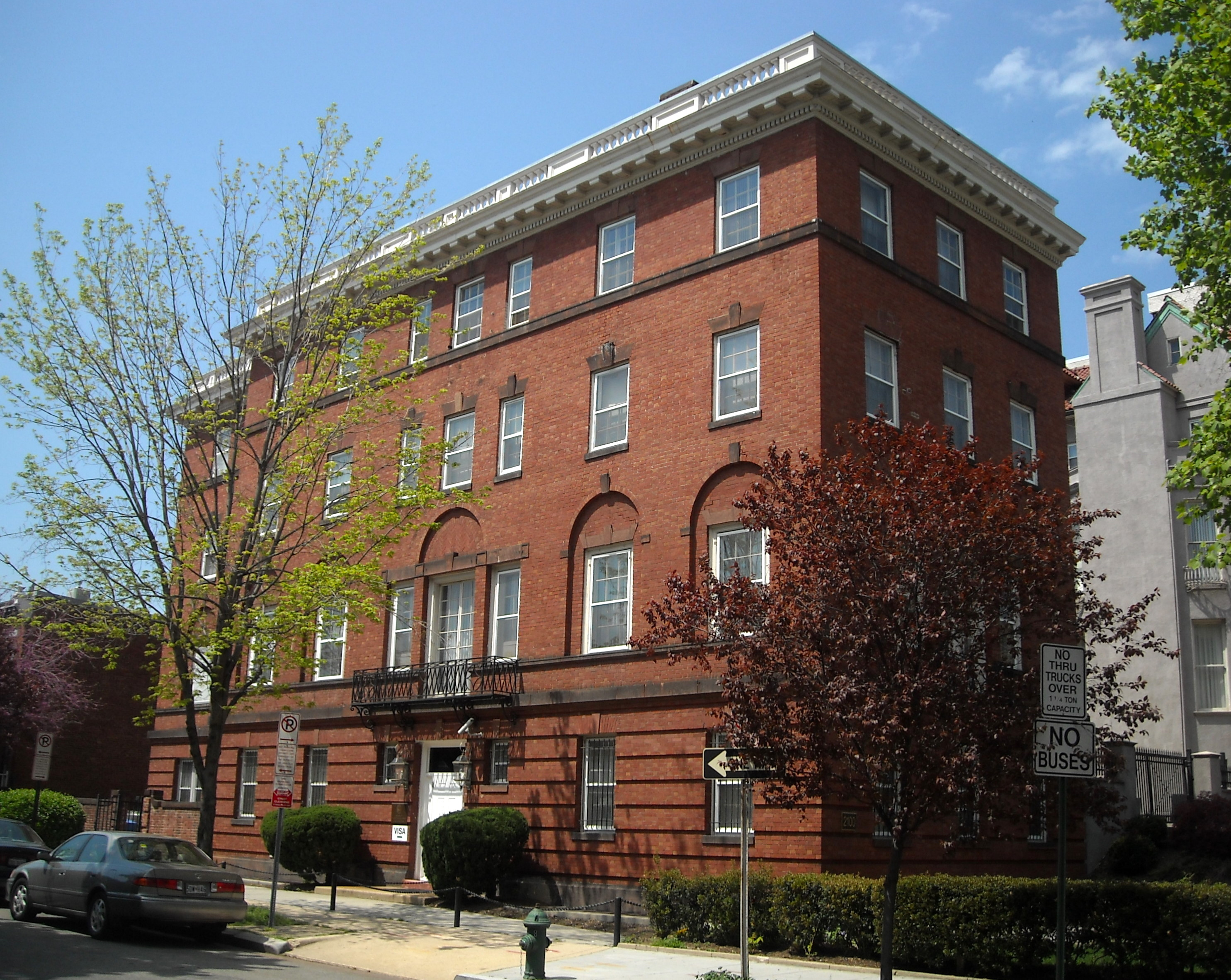
Angolanische Botschaft in Washington, D.C.

### Afrika
| - Ägypten: Kairo, Botschaft - Algerien: Algier, Botschaft - Äquatorialguinea: Malabo, Botschaft - Äthiopien: Addis Abeba, Botschaft - Botswana: Gaborone, Botschaft - Demokratische Republik Kongo: Kinshasa, Botschaft - Elfenbeinküste: Abidjan, Botschaft - Gabun: Libreville, Botschaft - Ghana: Accra, Botschaft - Guinea-Bissau: Bissau, Botschaft - Kap Verde: Praia, Botschaft - Kenia: Nairobi, Botschaft - Kongo: Brazzaville, Botschaft - Marokko: Rabat, Botschaft | - Mosambik: Maputo, Botschaft - Namibia: Windhoek, Botschaft - Nigeria: Abuja, Botschaft - Ruanda: Kigali, Botschaft - Sambia: Lusaka, Botschaft - São Tomé und Príncipe: São Tomé, Botschaft - Senegal: Dakar, Botschaft - Simbabwe: Harare, Botschaft - Südafrika: Pretoria, Botschaft - Südafrika: Durban, Generalkonsulat - Südafrika: Kapstadt, Generalkonsulat - Südafrika: Johannesburg, Generalkonsulat - Tansania: Daressalam, Botschaft - Togo: Lomé, Botschaft |

### Asien
| - Volksrepublik China: Peking, Botschaft - Volksrepublik China: Macau, Generalkonsulat - Indien: Neu-Delhi, Botschaft - Israel: Tel Aviv, Botschaft - Japan: Tokio, Botschaft | - Philippinen: Manila, Botschaft - Singapur: Singapur, Botschaft - Südkorea: Seoul, Botschaft - Vereinigte Arabische Emirate: Abu Dhabi, Botschaft - Vietnam: Hanoi, Botschaft |

### Europa
| - Belgien: Brüssel, Botschaft - Deutschland: Berlin, Botschaft - Deutschland: Frankfurt, Generalkonsulat - Frankreich: Paris, Botschaft - Griechenland: Athen, Botschaft - Italien: Rom, Botschaft - Niederlande: Den Haag, Botschaft - Niederlande: Rotterdam, Generalkonsulat - Österreich: Wien, Botschaft - Polen: Warschau, Botschaft - Portugal: Lissabon, Botschaft | - Portugal: Faro, Generalkonsulat - Portugal: Porto, Generalkonsulat - Russland: Moskau, Botschaft - Schweden: Stockholm, Botschaft - Schweiz: Bern, Botschaft - Serbien: Belgrad, Botschaft - Spanien: Madrid, Botschaft - Türkei: Ankara, Botschaft - Ungarn: Budapest, Botschaft - Vereinigtes Königreich: London, Botschaft |

### Nordamerika
| - Kanada: Ottawa, Botschaft - Kuba: Havanna, Botschaft - Mexiko: Mexiko-Stadt, Botschaft | - Vereinigte Staaten: Washington, D.C., Botschaft - Vereinigte Staaten: Houston, Generalkonsulat - Vereinigte Staaten: New York, Generalkonsulat |

### Südamerika
| - Argentinien: Buenos Aires, Botschaft - Brasilien: Brasília, Botschaft | - Brasilien: Rio de Janeiro, Generalkonsulat - Venezuela: Caracas, Botschaft |

## Vertretungen bei internationalen Organisationen
- AU: Addis Abeba, Ständige Mission
- Europäische Union: Brüssel, Mission
- CPLP: Lissabon, Vertretung
- Vereinte Nationen: New York, Ständige Mission
- Vereinte Nationen: Genf, Ständige Mission
- UNESCO: Paris, Ständige Mission
- Heiliger Stuhl: Vatikanstadt, Botschaft